# Анна Багряна
Анна Багрянцева (на украински: Ганна Юріївна Багрянцева; на руски: Анна Юрьевна Багрянцева), с литературен псевдоним Анна Багряна, е украинска поетеса, белетристка, драматуржка и преводачка.

## Биография
Родена е в гр. Фастов, Киевска област през 1981 г. Завършила е „Украинска филология“ в Киевския национален университет „Т. Шевченко“. Работила е като редактор, автор и водещ в разни украински медии, главен редактор на списание „Гранословие“ и секретар на Националния съюз на писателите на Украйна.
Авторка е на книгите с поезия „Съцветие от думи“ (2000), „Сред люлякови сънища“ (2002), „Между боговете и нас“ (2005), „Разходка по въже“ (2008), „Други линии“ (2009), „Баене за любов“ (2011); на романите „Етимология на кръвта“ (2008), „Такава дивна любов“ (2010), „Дошкуляка“ (2012), както и на книга с разкази за деца от поредицата „Детството на видни личности“ (2010), а също и на либретото на първия оригинален украински мюзикъл „Глория“, поставен в Донецкия академичен музикално-драматечен театър. Нейните пиеси са поставени в театъри на Украйна, САЩ и СР Македония.
Отличавана е за книгите си с поезия, за драматургия и белетристика с национални и международни награди, сред които от конкурса „Коронация слова“, „Смолоскип“, Международната украинско-германска премия „Олес Гончар“, „Рукомесло“, „Маруся Бек“ (Канада). За превод на избрани стихове на Елисавета Багряна е носител на наградата „Летящо сребърно перо“ (България), Qiriu i Naimit (Тетово-Прищина) и др. Нейни стихове и пиеси са превеждани и публикувани на разни езици, има издадени книги на полски, български, френски, азербайджански, сръбски, както и в СР Македония. Стихосбирката ѝ „Котва за двама“ е в превод на български от Димитър Христов (Варна, Славянска литературна и артистична академия, 2011).
Превежда от български, полски, руски и други славянски езици.
Член е на Националния съюз на писателите на Украйна, Асоциацията на украинските писатели, Славянската литературна и артистична академия (България).

### Стихосбирки
- „Соцветие слов“ (Киев.: Просвита. – 2000, ISBN 966-7551-32-6)
- „Среди сиреневых снов“ (Киев.: ЮАНА. – 2002, ISBN 966-95909-1-4)
- „Между богами и нами“ (Киев.: ЮАНА. – 2005, ISBN 966-95909-4-9)
- „Прогулка по канату“ (двуязычное украинско-польськое издание, Львов-Радом.: Каменяр. – 2008, ISBN 5-7745-1064-6)
- „Другие линии“ (Киев.: Просвита. – 2009, ISBN 978-966-2133-20-2)
- „Заговор из любви“ (Луцк.: Твердиня. −2011, ISBN 978-617-517-070-0)
- „Следа на Ордей“ (София.: КВЦ – 2022, ISBN 9786192490263)

### Романи
- „Этимология крови“ (Киев.: Факт. – 2008, ISBN 978-966-359-296-1)
- „Дивная такая любовь“ (Киев.: Нора-друк. – 2010, ISBN 978-966-2961-53-9, в превод на македонски – „Толку необична љубов“. – Скопье.: Матица. – 2011, ISBN 978-608-10-0169-3; на български – „Такава дивна любов“, София, изд. „Персей“ – 2020)
- „Дошкуляка“ (Киев.: Нора-друк. – 2012, ISBN 978-966-2961-90-4, на български: „Досадникът“, София, изд. „Персей“ – 2021)